# Surtees TS5

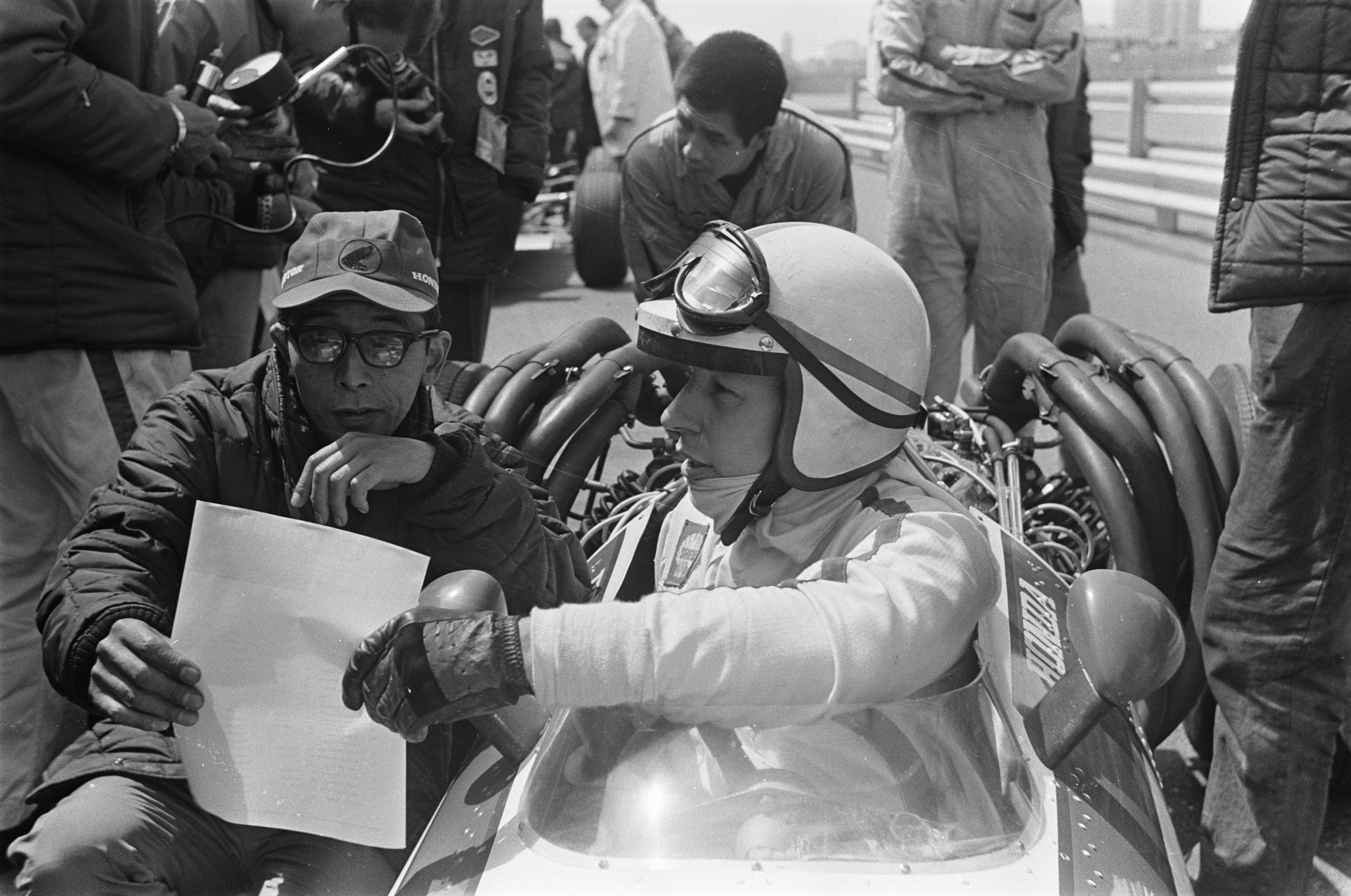
John Surtees reed in 1968 nog met Honda in de Formule 1

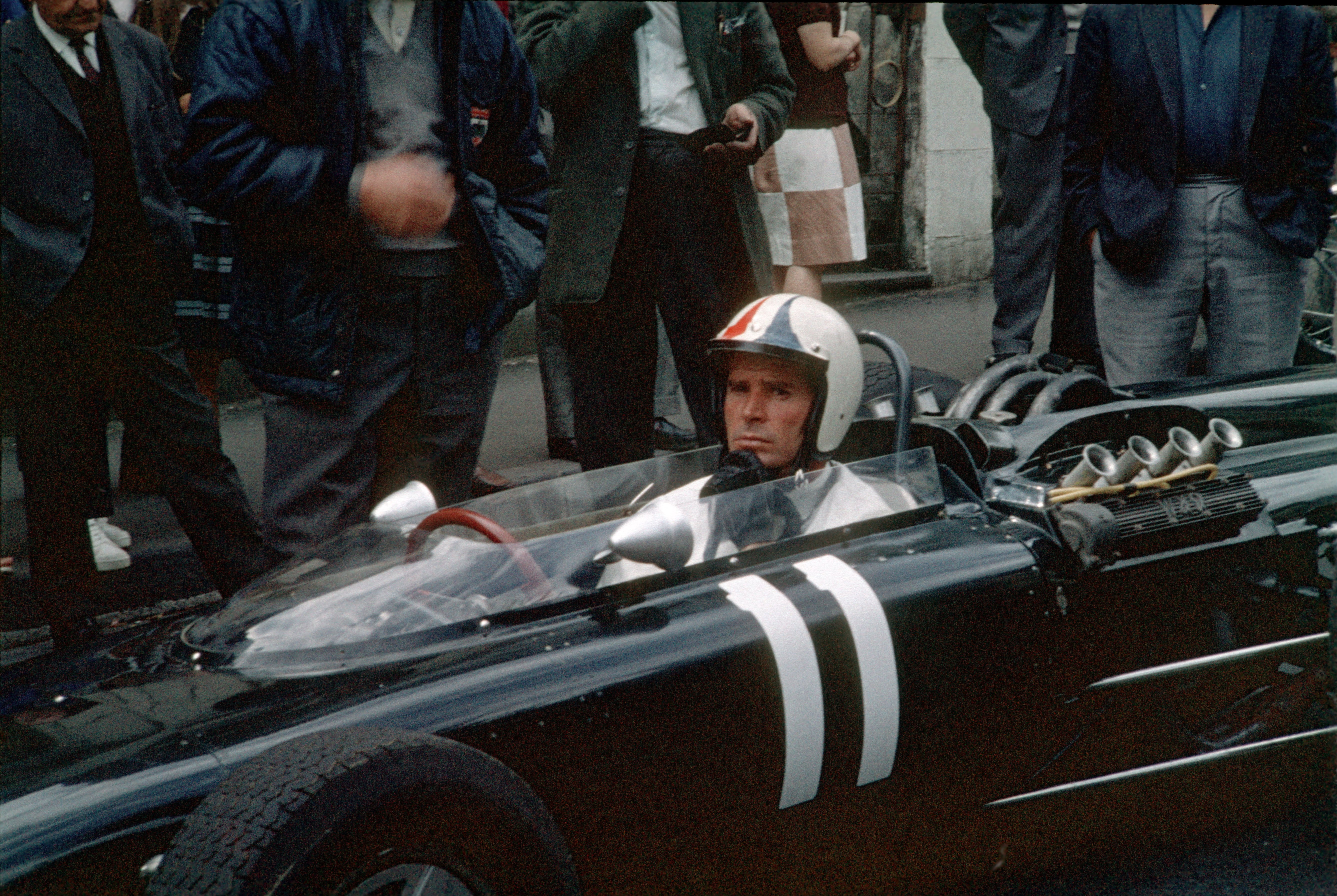
James Garner bleek tijdens de opnamen van de film Grand Prix een uitstekend coureur te zijn

De Surtees TS5 was een raceauto die werd gebouwd en gebruikt door en voor de Surtees Racing Organisation in 1969 en 1970. De ontwikkeling begon in 1968.

## Voorgeschiedenis

### John Surtees
John Surtees had al een carrière als motorcoureur achter de rug, waarin hij zeven wereldtitels had veroverd. In 1960 was hij, terwijl hij nog een volledig seizoen in de wegrace reed, ook overgestapt naar de Formule 1. Hij had gereden voor Lotus, Cooper, Lola, Ferrari en Honda. Met Ferrari was hij in het seizoen 1964 de enige coureur geworden die zowel in de wegrace als de Formule 1 wereldkampioen werd. In 1966 had hij de Surtees Racing Organisation opgericht. Hij werd in dat jaar met een Lola T70 eerste in het Can-Am-kampioenschap. In het seizoen 1969 was hij inmiddels 35 jaar oud en reed hij bij BRM in de Formule 1.

### Len Terry
Len Terry had zijn sporen als ontwerper/ontwikkelaar verdiend bij Aston Martin, Lotus, BRM en Eagle. In 1968 werkte hij aan de Lola T102 Formule 2-auto. 

### James Garner
James Garner was een Amerikaans acteur, die in 1966 de film Grand Prix had gemaakt. Daarin werden de race-opnamen gedeeltelijk verzorgd door professionele coureurs, maar deels ook door de acteurs zelf. Hier bleek Garner's racetalent. In sommige segmenten was hij zelfs sneller dan de profs. Het inspireerde hem om een eigen raceteam op te zetten, American International Racers, voor de Formule A, de Amerikaanse tegenhanger van de Formule 5000. 

### Roger Nathan
Roger Nathan was een Brits ontwerper, die in de tweede helft van de jaren zestig samen met Frank Costin sportwagens had gebouwd onder de naam Costin Nathan. In 1968 zocht hij een auto voor de net opgerichte Formule 5000. Hij nam daarvoor contact op met Len Terry, die aanbood de auto te gaan bouwen. 

## Surtees TS5
Zo kreeg Len Terry dus verzoeken van Garner en Nathan om de Formule A / Formule 5000 auto's te gaan bouwen. Waarschijnlijk kwam Surtees in beeld als adviseur en voor enige logistieke ondersteuning. De type-aanduiding voor de Formule 5000 zou "Surtees TS5" worden, waarbij de letters "TS" niet voor "Team Surtees", maar voor Terry Surtees stonden. De Amerikaanse Formule A-auto zou "Garner TS5" gaan heten. Terry begon aan de bouw van vier chassis' in zijn werkplaats in Poole, met logistieke ondersteuning van Surtees. De financiering van Nathan liep echter vast, zodat hij het project verliet. Garner financierde de auto's door zijn Lola's voor het Can-Am-kampioenschap te verkopen. Hierop nam John Surtees het project over, de auto's werden in zijn werkplaats in Edenbridge afgebouwd en er werden er zelfs drie extra gebouwd. Ze werden voorzien van 5liter- Ford V8-motoren en in het ontwerp volgde Terry de lijnen van zijn eerdere Lotus 38 met monocoque-chassis en onafhankelijke wielophanging. Vier exemplaren (De "Garner TS5's") werden in maart 1969 naar Amerika verscheept. Daar werd de motor vervangen door een 5liter-Chevrolet V8, die later ook voor Europa de standaardmotor zou worden. De auto's werden getest op Riverside door Scooter Patrick en Dave Jordan. Zij klaagden over het weggedrag ("handling") van de auto, maar er waren ook voortdurend problemen met de wielophanging. Daarop besloot ook James Garner uit het project te stappen. Hij stuurde de auto's naar Engeland terug en bestelde auto's bij Dan Gurney's AAR Eagle.

### Formule 5000
Nu nam Surtees het project helemaal voor zichzelf over en werd de aanduiding "TS" inderdaad "Team Surtees". Hij liet de auto's zoals ze waren, met de Chevrolet-motor, en huurde David Hobbs, Andrea de Adamich en Trevor Taylor in als rijders. Ze debuteerden in de allereerste Formule 5000-race op Oulton Park in april 1969. In tegenstelling tot de testresultaten in Amerika bleken de auto's tijdens de trainingen snel en kende ze geen technische problemen. Hobbs reed de snelste tijd en bezette poleposition. De Adamich kwalificeerde zich als vierde, maar kreeg in de laatste training een ongeluk waardoor zijn auto zwaar beschadigd raakte. Hobbs finishte de race als tweede achter Peter Gethin (McLaren-Chevrolet). In de tweede helft van het seizoen kwamen de beste resultaten met overwinning van Hobbs in Dublin en van Trevor Taylor in Koksijde, Zandvoort, Snetterton en Hockenheim. Taylor sloot het seizoen af als tweede in het Europees kampioenschap Formule 5000. 

### Formule A
In het najaar vertrok Hobbs naar de Verenigde Staten om daar deel te nemen aan de laatste races van het SCCA-Continental Championship. Daar reed Mike Goth al, die in het voorjaar een Surtees TS5 had gekocht en vanaf de vijfde race had deelgenomen, met weinig succes. Met Hobbs ging het beter: hij won in Brainerd, Mont-Tremblant, Thompson en Sebring en werd alsnog tweede in het kampioenschap.

## Surtees TS5A
In 1970 werd de TS5 herzien. Er werden verbeteringen aangebracht aan de vering, de brandstoftanks, het smeersysteem en het remsysteem en de Hewland L.G. 500-versnellingsbak werd vervangen door de Hewland D.G. 300. De typenaam werd nu "TS5A".

### Formule 5000
De resultaten waren minder indrukwekkend als in 1969. De enige overwinning kwam pas in de negende race op Mondello Park, met Trevor Taylor. Hij sloot het seizoen af als zevende. Tijdens het seizoen had Surtees zich als team al teruggetrokken om zich te concentreren op de bouw van de Surtees TS7 voor de Formule 1. Een van de auto's werd verkocht aan Peter Rollinson, die er het laatste stukje van het seizoen nog mee reed. 

### Formule A
David Hobbs won de races in Brainerd en in Lime Rock en werd derde in het SCCA-kampioenschap. 
Aan het einde van het seizoen 1970 werden alle TS5's en TS5A's verkocht. Surtees keerde in 1971 terug in de Formule 5000 met de opvolger van de TS5, de TS8, die gebaseerd was op de TS7-Formule 1-auto. De TS5A's werden nog lang door verschillende coureurs ingezet. De Amerikaan Howie Fairbanks gebruikte de auto nog in het SCCA-kampioenschap van 1978.